# Parascyphus simplex
Parascyphus simplex är en nässeldjursart som först beskrevs av Jean Vincent Félix Lamouroux 1816.  Parascyphus simplex ingår i släktet Parascyphus och familjen Thyroscyphidae. Inga underarter finns listade i Catalogue of Life.